# 藤原辛加知
藤原 辛加知（ふじわら の からかち・しかち）は、奈良時代の貴族。氏姓は藤原朝臣のち藤原恵美朝臣。藤原南家、藤原仲麻呂の八男。母は陽侯女王（新田部親王の娘）。官位は従五位下・越前守。

## 経歴
父の仲麻呂は孝謙天皇の信任を受けて権勢をほしいままにし、天平宝字2年（758年）孝謙天皇の譲位により、仲麻呂が推す大炊王が即位（淳仁天皇）すると、仲麻呂は太保（右大臣）に任ぜられ、恵美押勝の名を与えられた。天平宝字4年（760年）仲麻呂は人臣最初の太師（太政大臣）となる。天平宝字5年（761年）辛加知は従五位下に叙爵し、左虎賁督に任ぜられる。
栄耀栄華を極める仲麻呂一族だが、孝謙上皇が弓削道鏡を寵愛して仲麻呂と対立するようになると、仲麻呂は強い危機感を持った。天平宝字8年（764年）1月の人事で辛加知は越前守に任じられる。辛加知には変事に備え愛発関（近江と越前の国境の関所）を固めることが求められた。
同年9月に仲麻呂は都督四畿内三関近江丹波播磨等国兵事使になり軍権を掌握して反乱を計画。仲麻呂は密かに諸国の兵の動員を命じるが、密告により発覚してしまう。9月11日に孝謙上皇側に先手を打たれた仲麻呂は、一族を率いて平城京を脱出して勢力地盤の近江国に向かう。孝謙上皇は吉備真備を召して仲麻呂誅伐を命じる。
仲麻呂の行動を予測した真備は、山背守・日下部子麻呂と衛門少尉・佐伯伊多智の率いる官軍を先回りさせて、勢多橋を焼いて近江国衙への道を断ってしまう。やむなく仲麻呂は琵琶湖西岸を北進して辛加知のいる越前国へ向かう。佐伯伊多智は官軍を率いて越前国衙へ馳せ向かい、いまだ事変を知らぬ辛加知を斬った。
官軍は授刀衛物部広成を愛発関に配して固めさせ、仲麻呂を迎え撃つ。仲麻呂軍の先発隊精兵数十人は愛発関で撃退された。辛加知の死を知らない仲麻呂は愛発関を避けて船で琵琶湖東岸へ渡り越前に入ろうとするが、湖が荒れたためやむなく塩津から上陸して愛発関の突破を試みる。辛加知を斬った佐伯伊多智が防戦して、仲麻呂軍を撃退した。
仲麻呂軍は近江国高島郡三尾の古城に退いて抵抗するが、海陸から官軍に攻められて遂に敗れた。仲麻呂の一族はことごとく殺され滅亡した。（藤原仲麻呂の乱）

## 官歴
『続日本紀』による。
- 天平宝字2年（758年） 8月25日：藤原朝臣から藤原恵美朝臣に改姓
- 時期不詳：正六位上
- 天平宝字5年（761年） 正月2日：従五位下。10月22日：左虎賁衛督
- 天平宝字8年（764年） 正月21日：越前守